# Little Comrade
Little Comrade è un film muto del 1919 diretto da Chester Withey. La sceneggiatura di Alice Eyton si basa su The Two Benjamins, storia a puntate di Juliet Wilbor Tompkins uscita su McCall's Magazine nell'agosto 1918.

## Trama
Genevieve Rutherford Hale legge un annuncio pubblicitario sulle donne che - in periodo bellico - lavorano per incrementare la produzione di cibo nelle fattorie. Parte quindi per fare anche lei la contadina, giungendo in un'azienda agricola appartenente alla famiglia Hubbard che si trova nello stato di New York. Provvista di autista, cameriera e cagnolino, Genevieve scopre subito che il lavoro non è per niente né facile né appagante e che le altre ragazze le sono tutte ostili. Dal canto suo, Bobbie, il più giovane degli Hubbard, si accorge che il campo di addestramento militare è altrettanto sconfortante. Tentato a lasciare perdere tutto, Bobbie decide di andare solo per una notte a rivedere la propria casa. Quando vi arriva, trova Genevieve in lacrime nel campo di patate. I due giovani si confidano e alla fine decidono di continuare a fare il loro dovere verso la patria. Un vicino impiccione, che li ha visti insieme, racconta agli Hubbard che ha visto di notte Genevieve insieme a un soldato. Richiesta di denunciare il nome del suo compagno, la ragazza tace l'identità di Bobbie, cosa che la fa cacciare via dalla fattoria. Quando Bobbie torna, dopo aver ottenuto una licenza, spiega cos'era successo quella sera. Gli Hubbard si scusano con Genevieve che intanto ha ricevuto una proposta di matrimonio dal ragazzo che, quando sarà tornato dalla guerra, ha intenzione di mettere su casa con l'innamorata.

## Produzione
Il film fu prodotto dalla Famous Players-Lasky Corporation.

## Distribuzione
Il copyright del film, richiesto dalla Famous Players Lasky Corp., fu registrato il 21 febbraio 1919 con il numero LP13454.
Distribuito dalla Paramount Pictures e presentato da Jesse L. Lasky, il film uscì nelle sale cinematografiche statunitensi il 30 marzo 1919.
Non si conoscono copie ancora esistenti della pellicola che viene considerata presumibilmente perduta.